# Preux-au-Bois
Preux-au-Bois è un comune francese di 823 abitanti situato nel dipartimento del Nord nella regione dell'Alta Francia.

## Società

### Evoluzione demografica
Abitanti censiti